# Liste der Monuments historiques in Saint-Sigismond-de-Clermont
Die Liste der Monuments historiques in Saint-Sigismond-de-Clermont führt die Monuments historiques in der französischen Gemeinde Saint-Sigismond-de-Clermont auf.

## Liste der Bauwerke
| Bezeichnung                      | Beschreibung                                                                               | Standort | Kennzeichnung | Schutzstatus   | Datum | Bild           |
| -------------------------------- | ------------------------------------------------------------------------------------------ | -------- | ------------- | -------------- | ----- | -------------- |
| Abbaye et Château de La Tenaille | Ehemalige Abtei, erbaut im 12. Jahrhundert, Ende des 18. Jahrhunderts zum Schloss umgebaut | (Lage)   | PA00105236    | Classé Inscrit | 1958  | weitere Bilder |

## Liste der Objekte
| Bezeichnung | Beschreibung          | Standort                          | Kennzeichnung | Schutzstatus | Datum | Bild |
| ----------- | --------------------- | --------------------------------- | ------------- | ------------ | ----- | ---- |
| Glocke      | Bronze, 1735 gegossen | in der Kirche St-Sigismond (Lage) | PM17000452    | Classé       | 1911  |      |